# Valérie Tétreault
Valérie Tétreault (Saint-Jean-sur-Richelieu, 21 gennaio 1988) è un'ex tennista canadese.

## Biografia
A livello juniores ha vinto 3 titoli ITF di singolare. Come professionista, nei tornei del Grande Slam ha ottenuto i suoi migliori risultati raggiungendo il primo turno nel singolare agli US Open nel 2009 e agli Australian Open del 2010. Si è ritirata nel 2010, ritornando tuttavia sui campi per un brevissimo periodo l'anno dopo.

## Statistiche

### Risultati in progressione
| Sigla | Risultato               |
| ----- | ----------------------- |
| V     | Vincitore               |
| F     | Finalista               |
| SF    | Semifinalista           |
| O     | Oro olimpico            |
| A     | Argento olimpico        |
| SF    | Bronzo olimpico         |
| QF    | Quarti di Finale        |
| 4T    | Quarto turno            |
| 3T    | Terzo turno             |
| 2T    | Secondo turno           |
| 1T    | Primo turno             |
| RR    | Round Robin             |
| LQ    | Turno di qualificazione |
| A     | Assente                 |
| ND    | Non disputato           |

| Legenda superfici    |
| -------------------- |
| Cemento              |
| Terra battuta        |
| Erba                 |
| Superficie variabile |

#### Singolare nei tornei del Grande Slam
| Torneo          | 2009 | 2010 |
| --------------- | ---- | ---- |
| Australian Open | A    | 1T   |
| Open di Francia | A    | A    |
| Wimbledon       | A    | A    |
| US Open         | 1T   | A    |

#### Doppio nei tornei del Grande Slam
Nessuna partecipazione

#### Doppio misto nei tornei del Grande Slam
Nessuna partecipazione